# 보이즈 온 더 사이드
《보이즈 온 더 사이드》(영어: Boys on the Side)는 미국에서 제작된 허버트 로스 감독의 1995년 코미디 드라마 영화이다. 우피 골드버그, 메리루이즈 파커, 드루 배리모어 등이 출연하였고, 아넌 밀천 등이 제작에 참여하였다.

## 줄거리
여자친구와 헤어지고 밴드와도 갈라선 뉴욕 나이트클럽 레즈비언 가수 제인은 자신과 마찬가지로 로스앤젤레스로 향하는 부동산 중개인 로빈이 교대로 운전할 동승자를 구하는 개인 광고를 낸 것을 발견하고 이에 응한다.
도중 두 사람은 제인의 친구 홀리를 데려가기 위해 피츠버그에 들린다. 그간 홀리에게 폭력을 행사해온 마약상 남자친구 닉은 제인과 로빈에게까지 손을 올린다. 이에 홀리는 야구 방망이로 닉의 머리를 때려 기절시킨 뒤 의자에 묶는다.
세 사람이 떠난 뒤 닉은 덕트 테이프를 뜯고 스스로 풀려나지만 바로 추락하여 사망한다. 다음 날 로빈은 신문 1면을 통해 이 소식을 접한다. 하지만 홀리가 임신 8주차임을 밝히자 세 사람은 그대로 로스앤젤레스로 향한다.
애리조나주 투손에 잠시 정차했을 때 로빈이 폐렴으로 쓰러져 병원에 실려가면서 HIV 환자라는 사실이 밝혀진다. 이들은 그대로 투손에 머물며 새 삶을 꾸려나간다. 제인은 바에서 노래를 부르고, 홀리는 지역 경찰관 에이브 링컨과 사랑에 빠진다. 몸을 회복한 로빈은 제인이 자신을 사랑하게 됐다는 걸 깨닫는다.
이들의 평온한 삶은 짧게 끝난다. 한 바텐더와 엮인 로빈은 자신이 바텐더에게 직접 HIV 환자임을 털어놓기 전에 로빈이 먼저 바텐더의 질문에 긍정하여 이를 미리 노출했음을 알게 되자 이를 배신으로 여기며 절교한다. 에이브에게 청혼을 받은 홀리는 닉과 관련한 사연을 털어놓고 피츠버그로 돌아가 재판을 받는다.
홀리는 사전 형량 조정을 통해 과실 치사 1-2년 형을 받아들이고, 제인과 로빈은 법정에서 화해한다. 딸 메리 토드가 태어나고 형기를 마친 홀리는 에이브와 결혼하여 투손에 정착한다. 상태가 급격히 나빠진 로빈은 제인과 서로를 향한 사랑을 확인한 뒤 사망하고, 제인은 홀로 로스앤젤레스를 향해 떠난다.

## 출연
- 우피 골드버그 - 제인 덜루카 역
- 메리루이즈 파커 - 로빈 니커슨 역
- 드루 배리모어 - 홀리 풀칙 역
- 매슈 매코너헤이 - 에이브 링컨 역
- 제임스 리마 - 앨릭스 역
- 빌리 워스 - 닉 역
- 어니타 질렛 - 일레인 니커슨 역
- 데니스 부치캐리스 - 마저렐리 검사 역
- 에스텔 파슨스 - 루이즈 역

## 기타 제작진
- 공동 제작: 패트릭 매코믹
- 미술: 켄 애덤
- 의상: 글로리아 그레셤

## 사운드트랙

### 곡 목록
1. 보니 레이트 - "You Got It" (제프 린, 로이 오비슨, 톰 페티) – 3:27
2. 멀리사 에서리지 - "I Take You with Me" (에서리지) – 4:50
3. 셰릴 크로 - "Keep On Growing" (에릭 클랩턴, 보비 휘틀록) – 5:27
4. 인디고 걸스 - "Power of Two" (에밀리 샐리어스) – 5:23
5. 스티비 닉스 - "Somebody Stand By Me" (셰릴 크로, 토드 울프) – 5:06
6. 프리텐더스 - "Everyday Is Like Sunday" (모리시, 스티븐 스트리트) – 3:42
7. 크랜베리스 - "Dreams" (덜로리스 오리어든, 노엘 호건) – 4:32
8. 애니 레넉스 - "Why" (레넉스) – 4:54
9. 세라 매클라클런 - "Ol' '55" (톰 웨이츠) – 4:14
10. 조앤 아머트레이딩 - "Willow" (아머트레이딩) – 4:04
11. 조넬 모서 - "Cross Road Blues" (로버트 존슨) – 2:49
12. 우피 골드버그 - "You Got It" (린, 오비슨, 페티) – 3:03
13. 보니 레이트 - "You Got It" (린, 오비슨, 페티) – 3:26